# Euxoa perpolita
Euxoa perpolita är en fjärilsart som beskrevs av Morrison 1876. Euxoa perpolita ingår i släktet Euxoa och familjen nattflyn. Inga underarter finns listade i Catalogue of Life.